# Tina Hedström
Eva Christina "Tina" Hedström, född 31 maj 1942 i Solna församling, död 20 oktober 1984 i Oscars församling i Stockholm, var en svensk skådespelare.
Hon medverkade i ett antal svenska filmer innan hon spelade den roll hon är mest känd för, en viktig biroll i Alfred Hitchcocks Topaz (1969). Enligt uppgift ska hon även ha arbetat som biträde i en blomsterbutik. Hedström är gravsatt i minneslunden på Norra begravningsplatsen utanför Stockholm.

## Filmografi
- 1964 – Klänningen
- 1965 – Blodsbröllop
- 1965 – Herr Dardanell och hans upptåg på landet
- 1965 – Juninatt
- 1965 – Tills. med Gunilla månd. kväll o. tisd.
- 1966 – Asmodeus
- 1966 – Patrasket
- 1966 – Syskonbädd 1782
- 1966 – Tartuffe
- 1967 – ABC
- 1967 – Fadren
- 1967 – Glasmenageriet
- 1968 – Korridoren
- 1968 – Fanny Hill
- 1968 – Repetitionen
- 1968 – Vindingevals
- 1969 – Topaz
- 1971 – Maid in Sweden
- 1972 – Georgia, Georgia
- 1975 – Den vita väggen
- 1983 – Den tredje lyckan (TV-serie)

## Teater

### Roller (ej komplett)
| År   | Roll         | Produktion                                                                  | Regi                | Teater      |
| ---- | ------------ | --------------------------------------------------------------------------- | ------------------- | ----------- |
| 1972 | Marian Selby | Skulle det dyka upp fler lik är det bara å ringa (Busybody) Jack Popplewell | Stig Ossian Ericson | Riksteatern |